# Girls (니시노 카나의 노래)
Girls(걸스, 일본어: ガールズ)는 일본의 여성 가수 니시노 카나의 31번째 싱글로, 2017년 7월 26일에 SME 레코드에서 발매되었다. 전작 〈확〉에서 약 2개월 만의 싱글이다.
표제곡 〈Girls〉는 비디오 게임〈레이튼 미스터리 저니: 일곱 대부호의 음모〉의 주제곡으로 타이업되었다.

## 수록곡
| #            | 제목                  | 재생 시간 |
| ------------ | --------------------- | --------- |
| 1.           | 〈Girls〉             | 4:16      |
| 2.           | 〈Go Fight Win!〉     | 2:54      |
| 3.           | 〈YOKUBARI→욕심쟁이〉 | 3:53      |
| 총 재생 시간 | 총 재생 시간          | 11:03     |